# Hegyesi János
Hegyesi János (Füzesgyarmat, 1899. október 18. – Füzesgyarmat, 1992. március 14.) költő, politikus, a Nemzeti Parasztpárt országgyűlési képviselője, az Országgyűlés jegyzője.

## Élete
Szegény parasztcsaládban született, Hegyesi János és Zsíros Zsuzsánna egyetlen gyermekeként. Jó tanuló volt, de szülei a hat elemi elvégzésén túl nem engedhették meg további iskoláztatását, mesterséget kellett tanulnia. Budapesten próbált iparosmunkát találni. Tizenhét éves korától az első világháború frontjain szolgált; Horvátországban volt utász. A háború után egy ideig még katonáskodott: a Károlyi-kormány hadseregében, a Tanácsköztársaság idején (önszántából) és a Horthy-korszak elején. 1922-ben lépett ki a hadseregből, hazatérve földműveléssel és fuvarozással foglalkozott. 1924-ben megházasodott. Hamarosan megszületett fiuk csak hároméves volt, amikor édesanyja meghalt. A gyermekével egyedül maradt Hegyesi ismét Budapesten dolgozott; háziszolga, mosogató, takarító, gyári kifutó és kocsihúzó volt. 1926-ban visszatért Füzesgyarmatra, ahol útőrként helyezkedett el. 1930-ban újra megnősült, második feleségétől négy gyermeke született.  1934-35 körül kezdett verseket és cikkeket írni. Állandó munkatársa volt a Szeghalom-vidéki Hírlapnak. Később a Szabad Szó külső munkatársa lett, miután ismeretséget kötött a kiadóval, Szabó Pállal és az egyik állandó szerzővel, Sinka Istvánnal.
1944. december 22-én a debreceni Ideiglenes Nemzetgyűlésen a Nemzeti Parasztpárt tagjaként mondott beszédet. A Debrecen környéki falvakat járva a közelgő földreformról tájékoztatta a parasztokat. Kinevezték a Békés megyei földbirtokrendező tanácsba. A Nemzeti Parasztpárt pártigazgatója, majd országgyűlési képviselője lett. 1945 őszétől 1949 májusáig az Országgyűlés jegyzője volt Békés megye képviseletében. 1949-1973 között önkéntes száműzetésbe vonult, írásait nem adta közre. 1956-ban a füzesgyarmati forradalmi tanács vezetője volt. Megakadályozta egy végrehajtó felakasztását. A forradalom elfojtása után egy pufajkás súlyosan megverte, eltört a gerince. 
A sokáig saját pátriája által is mellőzött költőre az 1970-es évektől kezdtek felfigyelni, író-olvasó találkozókra hívták, kiadhatta köteteit. Utolsó, Rögös utakon (1990) című, verseket és prózai írásokat tartalmazó válogatáskötete kapcsán Czine Mihály irodalomtörténész Hegyesi életművét a sárréti nép és a szegényparasztság sorsának szociografikus hitelességű megörökítéseként méltatta.

## Kötetei
- Zord időben, Szeghalom, Református Péter András Gimnázium, 1942.
- Feleljetek nekem!, Budapest, Szépirodalmi Kiadó, 1972.
- Az utak őre, Békés Megyei Tanács V. B. Művelődésügyi Osztálya, Békéscsaba, 1985.
- Rögös utakon. Versek, prózai írások, szerk., vál. és az utószót írta Czine Mihály, Békéscsaba, Tevan, 1990.

## Emlékezete
1999-ben állították fel Mihály Gábor készítette bronz mellszobrát a népi írók szoborparkjában Vésztő-Mágoron.
Füzesgyarmaton nevét viseli a Hegyesi János Városi Könyvtár és Közművelődési Intézmény.
2011. október 23-ától egy utca is viseli Hegyesi János költő emlékét, a Rajk László utca lett a Hegyesi János utca.